# برندن فرناندس
برندن فرناندس (انگلیسی: Brandon Fernandes؛ زادهٔ ۲۰ سپتامبر ۱۹۹۴) بازیکن فوتبال اهل هند است.
از باشگاه‌هایی که در آن بازی کرده‌است می‌توان به باشگاه فوتبال بمبئی سیتی و باشگاه ورزشی موهان باگان اشاره کرد.
وی همچنین در تیم‌های ملی فوتبال زیر ۱۹ سال و بزرگسالان هند بازی کرده‌است.